# Patrocloides montanus
Patrocloides montanus är en stekelart som först beskrevs av Cresson 1864.  Patrocloides montanus ingår i släktet Patrocloides och familjen brokparasitsteklar. Inga underarter finns listade i Catalogue of Life.